# Horrortrip
Ein Horrortrip (engl. bad trip) ist ein akuter, sehr negativ erlebter und von starken Angstzuständen begleiteter Rauschzustand. Er kann unter Einfluss verschiedener psychotroper Substanzen – insbesondere Halluzinogenen – auftreten. Personen, die einen Horrortrip erleben, haben Panikanfälle, das Gefühl des Alleinseins, Verlust der Selbstwahrnehmung, Depersonalisation, Derealisation, Weinkrämpfe, Verfolgungswahn oder Todesangst.

## Substanzen
Psychedelika (z. B. LSD, Psilocybin, DMT usw.), Delirantia (Anticholinergika, wie DPH, Scopolamin, Atropin, Engelstrompete, Stechapfel usw.) und Dissoziativa (Ketamin, PCP, MXE, DXM usw.), die allgemein unter dem Begriff Halluzinogene zusammengefasst werden, können einen Horrortrip auslösen.
Horrortrip-ähnliche Zustände können aber auch durch den Konsum von Cannabis – hier v. a. durch ungewohnte Mengen oder Verabreichungsformen (z. B. Space-Cookies) –, synthetischen Cannabinoiden, Ecstasy oder durch Mischkonsum ausgelöst werden. Infolge eines Konsums von erregenden Substanzen (Amphetamin, Kokain, selbst Kaffee in exzessiver Dosierung) können Horrortrip-Zustände auftreten, z. B. wenn die Person ununterbrochen über einen längeren Zeitraum ohne Schlaf gewesen ist; hier wirken Substanzeffekt und Schlafentzug zusammen. Jedoch ordnet die Internationale Klassifikation der Krankheiten (ICD-10) ausschließlich der akuten Intoxikation durch Halluzinogene den Begriff des Horrortrips oder der Angstreise zu.

## Auslösende Faktoren
Die Wahrscheinlichkeit von Horrortrips ist nach Ansicht mancher Autoren in hohem Maße vom Gemütszustand der Person sowie von der Umgebung (Set und Setting) abhängig. 
Ein erhöhter Neurotizismuswert kann möglicherweise dazu beitragen, das Auftreten schwieriger Erlebnisse unter dem Einfluss von Psilocybin zu begünstigen.

## Gegenmaßnahmen
Beruhigende Gespräche haben sich als wirksam erwiesen und sind daher als erste Maßnahme zu empfehlen.
Goodman & Gilman’s The Pharmacological Basis of Therapeutics schlägt zudem Diazepam peroral vor. Antipsychotika können das Erleben verstärken und sind daher nicht angebracht.